# 1396
1396 (MCCCXCVI) je bilo prestopno leto, ki se je po julijanskem koledarju začelo na soboto.

## Dogodki
- bitka pri Nikopolju; Turki (Bajazit I.) premagajo krščansko vojsko (Sigismund Luksemburški).
- Otomanski imperij zasede zadnjo bolgarsko trdnjavo Vidin in zasede celotno državo.

## Smrti
- 19. maj - Ivan I., aragonski kralj (* 1350)
- 20. avgust - Marsilij iz Inghena, nizozemski filozof (* 1330)
- 10. december - Helena Kantakuzen, bizantinska cesarica (* 1333)
- Agnolo Gaddi, italijanski (florentinski) slikar (* 1350)
- Friderik II., markiz Saluzza (* 1332)
- Juan Fernández de Heredia, aragonski kronist, veliki mojster vitezov hospitalcev (* 1310)
- Štefan Permski, ruski pravoslavni misijonar, raziskovalec, jezikoslovec, slikar, svetnik (* 1340)